# Princesa Xenia Andreevna de Rusia
La princesa Xenia Andreevna Romanoff (10 de marzo de 1919 - 22 de octubre de 2000) fue descendiente directa de los zares de Rusia. Era sobrina nieta de Nicolás II, el último emperador ruso reinante.

## Biografía
La princesa Xenia nació en París, el 10 de marzo de 1919, adonde sus padres habían huido tras la Revolución Rusa. Fue la hija mayor del príncipe Andrés Aleksándrovich Románov (24 de enero de 1897 - 8 de mayo de 1981) y de doña Isabel Ruffo(1886-1940). Xenia Andreevna descendió dos veces de los zares de Rusia.
Su abuelo paterno, el gran duque Alejandro Mijáilovich, fue el cuarto hijo del gran duque Miguel, que a su vez fue el cuarto hijo del zar Nicolás I. Su abuela paterna, la gran duquesa Xenia Románova, era la hija mayor del zar Alejandro III y hermana del zar Nicolás II.
El padre de Xenia, el príncipe Andrés Romanoff, sobrino del zar, se había casado en 1918 con Elisaveta Fabrizievna, hija de Don Fabrizio Ruffo, Duca di Sasso-Ruffo. Durante la Revolución Rusa, esas familias se habían refugiado en Crimea, donde Andrés y Elisaveta se casaron. Escaparon de Rusia en diciembre de 1918. La madre de Xenia ya estaba embarazada de ella cuando salieron de suelo ruso. La princesa Xenia tenía dos hermanos menores: Miguel y Andrés. Su madre murió de cáncer durante la Segunda Guerra Mundial. Su padre se volvió a casar y Xenia tuvo una media hermana, Olga Andreevna.
La princesa Xenia, llamada "Mysh" en la familia, fue educada de forma privada. Durante gran parte de su infancia, vivió en la casa de su abuela, la gran duquesa Xenia, en Frogmore House, una casa de gracia y favor en el Gran Parque de Windsor, proporcionada por el rey Jorge V. También pasó algunos de sus primeros años en Londres. Después de la muerte del rey Jorge V en 1936, su familia se mudó con su abuela a Wilderness House, otra casa regalada por la realeza, en Hampton Court. Xenia y sus hermanos tenían una niñera inglesa, pero los niños hablaban ruso entre la familia de casa. En 1938 tomó clases de ballet en la escuela de Ballet Ruso de Londres.
Durante la Segunda Guerra Mundial, la princesa Xenia Romanov trabajó como enfermera en el Hospital Great Ormond Street y más tarde trabajó como voluntaria en la Sociedad Rusa de Beneficencia para los Refugiados.
Se casó en Londres el 17 de junio de 1945 con el teniente Calhoun Ancrum de Carolina del Sur (n. Filipinas 28 de abril de 1915 - 21 de febrero de 1990). El aviador estadounidense nació en el seno de una familia de militares; su padre era coronel del Cuerpo de Marines de los Estados Unidos. Cal Ancrum estaba sirviendo en el extranjero con el Ejército de los Estados Unidos cuando él y Xenia Romanoff se conocieron. Inicialmente, vivieron en Inglaterra, luego en Alemania durante un tiempo donde su esposo fue asignado. Se mudaron a los Estados Unidos. Se divorciaron en 1954.
Más tarde, Romanoff se reunió con Geoffrey Tooth, jefe de la sección de Salud Mental del Ministerio de Salud británico y miembro del Panel Asesor de Expertos de la Organización Mundial de la Salud. Se casaron el 7 de abril de 1958 en Teherán. Durante la década de 1970, Xenia y Geoffrey Tooth (n. 1 de septiembre de 1908) se establecieron en Rouffignac, en Dordoña, Francia. Geoffrey Tooth murió en 1998. La princesa Xenia Romanoff sobrevivió a su marido por dos años. Murió el 22 de octubre de 2000 en Saint-Cernin. La princesa Xenia no tuvo hijos de ninguno de sus matrimonios.

## Descendencia
- Princesa Xenia Andreevna de Rusia
  - Andrés Aleksándrovich Románov
    - Alejandro Mijáilovich Románov
      - Miguel Nikoláyevich de Rusia
      - Cecilia de Baden

    - Xenia Románova
      - Alejandro III de Rusia
      - María Fiódorovna Románova

  - Isabel Ruffo
    - Frabrizio Ruffo, duque de Sasso Ruffo
      - Girolamo Ruffo dei Duchi di Bagnara
      - Elena Filomarino dei Principi della Rocca d'Aspro

    - Princesa Natalia Alexandrovna Meshcherskaya
      - Príncipe Alexander Vasilyevich Meshchersky
      - Condesa Elizaveta Sergeyevna Stroganova